# Peter Segl
Peter Segl (* 25. Januar 1940 in München) ist ein deutscher Historiker.
Segl war Professor für Mittelalterliche Geschichte und Historische Hilfswissenschaften an der Universität Bayreuth. Er studierte in München, Wien und Regensburg die Fächer Geschichte, Deutsch und Erdkunde. 1971 wurde er an der Universität Regensburg bei Kurt Reindel zum Dr. phil. promoviert. Die Habilitation erfolgte 1979 an der Universität Regensburg. 1981 übernahm er eine Lehrstuhlvertretung an der Universität Augsburg. Von 1982 bis 1984 war er Professor an der Universität Erlangen.  